# 李金柱
李金柱（1955年2月—），男，河北沧州人，中华人民共和国政治人物。辽宁阜新矿业学院（现辽宁工程技术大学）地质测量系矿山测量专业毕业，辽宁工程技术大学研究生班采矿工程系采矿工程专业工学硕士研究生学历。

## 生平
1976年5月加入中国共产党。历任煤炭工业部煤炭科学研究院技术员、办公室副主任、主任、副院长、党委书记，煤炭科学信息研究所所长，中煤科技集团党委书记、副董事长，国家行政学院办公厅主任、研究部主任，中共宝鸡市委副书记（挂职），中共榆林市委副书记、代市长、市长、市委书记、市人大常委会主任等职。2011年5月当选为陕西省人民政府副省长。2015年1月当选为陕西省人大常委会副主任，2018年1月退休。
2023年5月29日，因涉嫌严重违纪违法，接受中央纪委国家监委纪律审查和监察调查。2023年12月，李金柱被中共中央纪委开除党籍。
2024年12月25日，广东省广州市中级人民法院宣判李金柱非法所得人民幣4.31億餘元，因此一审以受贿罪判处其死刑，缓期二年执行，剥夺政治权利终身，并处没收个人全部财产；对李金柱犯罪所得财物及孳息依法予以追缴，上缴国库。法院认为李金柱犯罪情节特别严重，论罪应当判处死刑；但其受贿犯罪中有未遂情节，且到案后如实供述罪行，故最终作出死缓判决。